# Жуй-цзун (династия Тан)
Жуй-цзун (кит. 睿宗, личное имя — Ли Дань (кит. 李旦), 22 июня 662 — 13 июля 716) — пятый император китайской империи Тан. Дважды занимал трон: в 684—690 годах, когда фактически правила его мать У Цзэтянь, и потом — в 710—712 годах.

## Биография
Родился 22 июня 662 года. При рождении получил имя Ли Дань. Он был младшим сыном императора Гао-цзуна и У Цзэтянь. В 663 году стал князем Ин. В 664 году стал номинальным главой префектуры Цзи (в современной провинции Хэбэй). Со временем Ли Даню предоставлялись различные титулы: в 666 году — князя Ю, 669 — князь Цзин. При этом его собственное имя было изменено на Лун. В период после смерти отца в 683 году и непродолжительного правления в 684 году брата Чжун-цзуна он не проявлял никакой политической активности. После свержения последнего при поддержке матери стал императором.
Все время Жуй-цзун оставался номинальным властителем — за него правила мать У Цзэтянь. Все время происходили многочисленные восстания, целью которых было свержение У Цзэтянь. Вместе с тем всё чаще вспыхивали крестьянские восстания. Наконец У Цзэтянь решила сама стать императрицей. Поэтому в 690 году отстранила Жуй-цзуна, предоставив ему титул Будущий император. С тех пор он снова стал Ли Данем. Во время правления У Цзэтянь не играл какой-либо значимой роли.
После смерти У Цзэтянь в 705 году на престол взошёл его брат Чжун-цзун, который был отравлен в 710 году. Попытка императрицы Вэй установить собственную династию потерпела поражение. Войска и знать вознесли Жуй-цзуна на императорский трон. При этом власть оказалась в руках принцессы Тайпин. Постоянное противостояние при дворе и плохие небесные знамения вынудили императора Жуй-цзуна отречься от власти в пользу сына Сюань-цзуна. Последние годы до смерти 13 июля 716 года он провел в покое.